# NGC 6988
NGC 6988 је спирална галаксија у сазвежђу Делфин која се налази на NGC листи објеката дубоког неба.
Деклинација објекта је + 10° 30' 30" а ректасцензија 20h 55m 48,9s. Привидна величина (магнитуда) објекта NGC 6988 износи 13,9 а фотографска магнитуда 14,7. NGC 6988 је још познат и под ознакама CGCG 425-20, NPM1G +10.0499, PGC 65732.